# اونی (فرانسه)
هاینس (به فرانسوی: Heugnes) یک کمون در فرانسه است که در اندر واقع شده‌است. هاینس ۴۲٫۱۷ کیلومتر مربع مساحت و ۳۹۸ نفر جمعیت دارد و ۱۹۰ متر بالاتر از سطح دریا واقع شده‌است.